# Середньомайданська сільська рада
Середньомайда́нська сільська́ ра́да — адміністративно-територіальна одиниця та орган місцевого самоврядування в Надвірнянському районі Івано-Франківської області. Адміністративний центр — село Середній Майдан.

## Загальні відомості
- Територія ради: 45,745 км²
- Населення ради: 1316 осіб (станом на 2001 рік)
- Територією ради протікає річка Прут.

## Населені пункти
Сільській раді підпорядковані населені пункти:
- с. Середній Майдан — населення 874 ос.; площа 26,406 км²
- с. Вишнівці — населення 258 ос.; площа 8,263 км²
- с. Глинки — населення 184 ос.; площа 11,076 км²

## Склад ради
Рада складається з 12 депутатів та голови.
- Голова ради: Бевзюк Ольга Петрівна
- Секретар ради: Стадник Наталія Михайлівна

### Керівний склад попередніх скликань
| Прізвище, ім'я, по батькові | Основні відомості                                                 | Дата обрання | Дата звільнення |
| --------------------------- | ----------------------------------------------------------------- | ------------ | --------------- |
| Бевзюк Ольга Петрівна       | Сільський голова, 1963 року народження, освіта вища, позапартійна | 26.03.2006   | 31.10.2010      |
| Бевзюк Ольга Петрівна       | Сільський голова, 1963 року народження, освіта вища, позапартійна | 31.10.2010   | 25.10.2015      |
| Бевзюк Ольга Петрівна       | Сільський голова, 1963 року народження, освіта вища, позапартійна | 25.10.2015   |                 |

Примітка: таблиця складена за даними джерела

### Депутати VII скликання
За результатами місцевих виборів 2015 року депутатами ради стали:

#### За суб'єктами висування
| Суб'єкт висування | Кількість обраних депутатів | %      |
| ----------------- | --------------------------- | ------ |
| Самовисування     | 12                          | 100.00 |

#### За округами
| № округу | Прізвище, ім'я, по батькові   | Ким висунуто  | Дата нар.  | Освіта           | Партійна приналежність | Відомості                                                             |
| -------- | ----------------------------- | ------------- | ---------- | ---------------- | ---------------------- | --------------------------------------------------------------------- |
| 1        | Хомин Надія Миколаївна        | Самовисування | 29.01.1982 | загальна середня | безпартійна            | відділення зв'язку с. Середній Майдан, листоноша                      |
| 2        | Пилип'як Іван Іванович        | Самовисування | 07.07.1989 | вища             | безпартійний           | Середньомайданська загальноосвітня школа, вчитель                     |
| 3        | Михальчук Олександра Петрівна | Самовисування | 12.12.1977 | вища             | безпартійна            | Середньомайданська загальноосвітня школа, вчитель                     |
| 4        | Андрейчук Василь Васильович   | Самовисування | 18.08.1962 | загальна середня | безпартійний           | приватний підприємець, водій                                          |
| 5        | Щербанюк Марія Миколаївна     | Самовисування | 26.01.1964 | загальна середня | безпартійна            | Середньомайданський фельдшерсько акушерський пункт, молодша медсестра |
| 6        | Байляк Олена Василівна        | Самовисування | 14.01.1962 | загальна середня | безпартійна            | відділення зв'язку с. Середній Майдан, листоноша                      |
| 7        | Стадник Наталія Михайлівна    | Самовисування | 01.09.1969 | загальна середня | безпартійна            | Середньомайданська сільська рада, секретар                            |
| 8        | Байляк Наталія Євгенівна      | Самовисування | 15.05.1966 | загальна середня | безпартійна            | відділення зв'язку с. Середній Майдан, начальник                      |
| 9        | Ферштей Іван Михайлович       | Самовисування | 20.09.1981 | вища             | безпартійний           | Середньомайданська сільська рада, землевпорядник                      |
| 10       | Дудуріна Уляна Василівна      | Самовисування | 12.07.1982 | загальна середня | безпартійна            | тимчасово не працює                                                   |
| 11       | Михальчук Ярослав Зіновійович | Самовисування | 29.05.1982 | загальна середня | безпартійний           | Надвірнянський агролісгосп, лісник                                    |
| 12       | Зеленко Анатолій Ілліч        | Самовисування | 19.10.1976 | загальна середня | безпартійний           | тимчасово не працює                                                   |

### Депутати VI скликання
За результатами місцевих виборів 2010 року депутатами ради стали:

#### За суб'єктами висування
| Суб'єкт висування | Кількість обраних депутатів | %    |
| ----------------- | --------------------------- | ---- |
| Самовисування     | 15                          | 93,8 |
| Партія регіонів   | 1                           | 6,3  |

#### За округами
| № округу        | Прізвище, ім'я, по батькові   | Дата визнання обраним | Освіта             | Партійна приналежність | Відомості про обраного депутата                                            |
| --------------- | ----------------------------- | --------------------- | ------------------ | ---------------------- | -------------------------------------------------------------------------- |
| Партія регіонів |                               |                       |                    |                        |                                                                            |
| 16              | Дудуріна Уляна Василівна      | 01.11.2010            | середня спеціальна | член Партії регіонів   | відділення поштового зв'язку, листоноша                                    |
| Самовисування   |                               |                       |                    |                        |                                                                            |
| 1               | Костюк Володимир Михайлович   | 01.11.2010            | середня            | позапартійний          | ВК № 41, м. Коломия, молодший інспектор відділу охорони                    |
| 2               | Андрейчук Наталія Петрівна    | 01.11.2010            | вища               | позапартійна           | ЦДЮТ, с. Ланчин                                                            |
| 3               | Ковальчук Лариса Іванівна     | 01.11.2010            | вища               | позапартійна           | Середньомайданська сільська рада, рахівник                                 |
| 4               | Лацко Наталія Станіславівна   | 01.11.2010            | вища               | позапартійна           | Надвірнянська районна державна адміністрація, провідний спеціаліст ССД РДА |
| 5               | Андрейчук Василь Васильович   | 01.11.2010            | середня спеціальна | позапартійний          | приватне підприємство, водій                                               |
| 6               | Щербанюк Марія Миколаївна     | 01.11.2010            | середня спеціальна | позапартійна           | фельдшерсько-акушерський пункт с. Середній Майдан, молодша медсестра       |
| 7               | Байляк Олена Василівна        | 01.11.2010            | середня            | позапартійна           | відділення поштового зв'язку, листоноша                                    |
| 8               | Вівчарик Марія Петрівна       | 01.11.2010            | середня спеціальна | позапартійна           | ВПТП «ТОПАЗ», продавець                                                    |
| 9               | Андрейчук Василь Петрович     | 01.11.2010            | вища               | позапартійний          | підприємство «Нафтозахист Україна»                                         |
| 10              | Стадник Наталія Михайлівна    | 01.11.2010            | середня спеціальна | позапартійна           | Середньомайданська загальноосвітня школа І-ІІІ ст., секретарка             |
| 11              | Ферштей Іван Михайлович       | 01.11.2010            | вища               | позапартійний          | Середньомайданська сільська рада, землевпорядник                           |
| 12              | Блонський Віталій Іванович    | 01.11.2010            | середня спеціальна | позапартійний          | тимчасово не працює                                                        |
| 13              | Байляк Наталія Євгеніївна     | 01.11.2010            | середня спеціальна | позапартійна           | відділення поштового зв'язку, начальник                                    |
| 14              | Андрейчук Стефанія Олексіївна | 01.11.2010            | середня спеціальна | позапартійна           | будинок культури с. Середній Майдан, техпрацівниця                         |
| 15              | Федюк Оксана Олексіївна       | 01.11.2010            | середня спеціальна | позапартійна           | будинок культури с. Вишнівці, техпрацівниця                                |